# Еман Маркович
Еман Маркович (норв. Eman Markovic, нар. 8 травня 1999, Квінесдал) — норвезький футболіст боснійського походження, півзахисник клубу «Гетеборг».

## Клубна кар'єра
Народився 8 травня 1999 року в місті Квінесдал. Вихованець юнацьких команд футбольних клубів «Люнгдал» та «Молде», втім на дорослому рівні у Норвегії так і не дебютував, підписавши 1 червня 2018 року свій перший професіональний контракт на два роки з боснійським «Зріньскі». Станом на 20 травня 2019 року відіграв за команду з Мостара 13 матчів в національному чемпіонаті.

## Виступи за збірні
2015 року дебютував у складі юнацької збірної Норвегії, взяв участь у 12 іграх на юнацькому рівні, відзначившись 6 забитими голами. З командою до 19 років зайняв п'яте місце юнацького чемпіонату Європи 2018 року.
2019 року з командою до 20 років поїхав на молодіжний чемпіонат світу.